# Jeździectwo na Letnich Igrzyskach Olimpijskich 1928
Jeździectwo na Letnich Igrzyskach Olimpijskich 1928 w Amsterdamie rozgrywane było w dniach 8–12 sierpnia 1928 r. Skoki przez przeszkody odbyły się na Stadionie Olimpijskim, a pozostałe konkurencje w Hilversum. Polska wywalczyła dwa medale – srebro w drużynowym konkursie skoków i brąz w drużynowym konkursie WKKW.

## Medaliści
| Konkurencja                            | Złoto | Srebro | Brąz |
| Ujeżdżenie indywidualnie               | Rzesza Niemiecka · Carl Freiherr von Langen na koniu Draufgänger                                                                                       | Francja · Charles Marion na koniu Linon                                                                                      | Szwecja · Ragnar Olson na koniu Günstling                                                                                  |
| Ujeżdżenie drużynowo                   | Rzesza Niemiecka · Carl Freiherr von Langen na koniu Draufgänger · Hermann Linkenbach na koniu Gimpel · Eugen Freiherr von Lotzbeck na koniu Caracalla | Szwecja · Ragnar Olson na koniu Günstling · Janne Lundblad na koniu Blackmar · Carl Bonde na koniu Ingo                      | Holandia · Jan van Reede na koniu Hans · Pierre Versteegh na koniu His Excellence · Gerard le Heux na koniu Valérine       |
| WKKW – indywidualnie                   | Holandia · Charles Pahud de Mortanges na koniu Marcroix                                                                                                | Holandia · Gerard de Kruijff na koniu Va-T’en                                                                                | Rzesza Niemiecka · Bruno Neumann na koniu Ilja                                                                             |
| WKKW – drużynowo                       | Holandia · Charles Pahud de Mortanges na koniu Marcroix · Gerard de Kruijff na koniu Va-T’en · Adolph van der Voort van Zijp na koniu Silver Piece     | Norwegia · Bjart Ording na koniu na koniu Over · Arthur Qvist na koniu Hidalgo · Eugen Johansen na koniu Baby                | Polska · Michał Woysym-Antoniewicz na koniu Moja Miła · Józef Trenkwald na koniu Lwi Pazur · Karol Rómmel na koniu Doneuse |
| Skoki przez przeszkody – indywidualnie | Czechosłowacja · František Ventura na koniu Eliot | Francja · Pierre Bertran de Balanda na koniu Papillon                                                                        | Szwajcaria · Charles-Gustave Kuhn na koniu Pepita                                                                          |
| Skoki przez przeszkody – drużynowo     | Hiszpania · José Navarro Morenes na koniu Zapatazo · José Álvarez de Bohórquez na koniu Zalamero · Julio García Fernández na koniu Revistade           | Polska · Kazimierz Gzowski na koniu Mylord · Kazimierz Szosland na koniu Ali · Michał Woysym-Antoniewicz na koniu Readgleadt | Szwecja · Karl Hansén na koniu Gerold · Carl Björnstjerna na koniu Kornett · Ernst Hallberg na koniu Loke                  |

## Kraje uczestniczące
W zawodach wzięło udział 113 jeźdźców z 20 krajów:
| - Argentyna (3) - Austria (3) - Belgia (9) - Bułgaria (3) - Czechosłowacja (9) - Dania (3) - Finlandia (1) - Francja (9) - Hiszpania (6) - Holandia (8) - Japonia (4) - Niemcy (8) - Norwegia (6) - Polska (5) - Portugalia (3) - Stany Zjednoczone (5) - Szwajcaria (9) - Szwecja (9) - Węgry (6) - Włochy (5) |

## Klasyfikacja medalowa
| Lp. | Państwo        |   |   |   | Razem |
| --- | -------------- | - | - | - | ----- |
| 1.  | Holandia       | 2 | 1 | 1 | 4     |
| 2.  | Niemcy         | 2 | 0 | 1 | 3     |
| 3.  | Czechosłowacja | 1 | 0 | 0 | 1     |
| 3.  | Hiszpania      | 1 | 0 | 0 | 1     |
| 5.  | Francja        | 0 | 2 | 0 | 2     |
| 6.  | Szwecja        | 0 | 1 | 2 | 3     |
| 7.  | Polska         | 0 | 1 | 1 | 2     |
| 8.  | Norwegia       | 0 | 1 | 0 | 1     |
| 9.  | Szwajcaria     | 0 | 0 | 1 | 1     |